# Plebejus verneti
Plebejus verneti är en fjärilsart som beskrevs av Loritz 1947. Plebejus verneti ingår i släktet Plebejus och familjen juvelvingar. Inga underarter finns listade i Catalogue of Life.